# Districtul Kiruhura
Districtul Kiruhura este una dintre cele 80 unități administrativ-teritoriale de gradul I ale Ugandei.

## Geografie
Districtul Kiruhura se află în regiunea Ankole din Uganda și se învecinează cu mai multe alte districte. La nord, se învecinează cu districtele Kamwenge și Kyegegwa, la nord-est cu districtul Sembabule, la est cu districtul Lyantonde și la sud-est cu districtul Rakai. La sud, se învecinează cu districtul Isingiro și cu districtul Mbarara, iar la sud-vest cu districtul Ibanda. Sediul districtului se află la aproximativ 65 de kilometri pe șosea, la nord-est de Mbarara, cel mai mare oraș din regiune. 

## Demografie
Potrivit recensământului național al populației din 1991, populația districtului Kiruhura era de aproximativ 140.950 de locuitori. În 2002, recensământul național a estimat că populația ajunsese la 212.220 de locuitori, cu o rată de creștere anuală estimată la 3%. În 2012, populația a fost estimată la 300.800 de locuitori.
Conform estimărilor recente, majoritatea populației districtului Kiruhura este tânără, cu o vârstă medie de sub 20 de ani. Aproximativ 60% din populație trăiește în mediul rural, cu activități agricole ca principală sursă de venit. În plus, districtul Kiruhura găzduiește mai multe grupuri etnice, dar majoritatea locuitorilor sunt din grupul etnic Ankole.

## Activități economice
Districtul Kiruhura este cunoscut pentru producția sa de lapte și carne, cu mai mult de jumătate din populație implicată în activități agricole. 
Creșterea bovinelor Ankole și a raselor exotice de bovine, precum și a caprelor africane și a caprelor Boer, sunt printre cele mai importante activități economice din districtul Kiruhura. Laptele și carnea sunt produse importante, în 2006, s-a estimat că districtul producea zilnic peste 100.000 de litri de lapte. Produsele sunt vândute la nivel local și comercializate la Kampala, capitala și cel mai mare oraș din Uganda, situat la aproximativ 240 de kilometri la est de district.
Districtul găzduiește fermele de vaci ale președintelui ugandez Yoweri Museveni, care a încurajat dezvoltarea sectorului agricol în zonă. 
În ultimii ani, dezvoltarea sectorului agricol din districtul Kiruhura a atras investiții străine. De exemplu, Amos Dairies Uganda Limited, o filială a Amos Dairies Limited, a înființat o fabrică de prelucrare a laptelui la Akageti, în districtul Kiruhura. Fabrica are o capacitate de prelucrare a peste 2 milioane de litri de lapte pe an și a contribuit la creșterea veniturilor și a numărului de locuri de muncă în zonă. 
Pe lângă creșterea animalelor, agricultura și pescuitul sunt alte activități economice importante în districtul Kiruhura.